# Abdrücken (Eisenbahn)
Abdrücken ist bei der Eisenbahn ein Rangiervorgang, bei dem eine Rangierlokomotive eine Rangierabteilung aus entkuppelten Güterwagen über den Brechpunkt eines Ablaufberges drückt; dies kann auch mithilfe einer Seilrangieranlage oder Seilablaufanlage geschehen. Es findet in der Regel in einem Rangierbahnhof statt. Zweck des Abdrückens ist es, die einzelnen Güterwagen oder Güterwagengruppen der Rangierabteilung über den höchsten Punkt des Ablaufberges zu drücken, von wo aus sie dann aufgrund der Schwerkraft abwärts rollen und dabei über jeweils entsprechend gestellte Weichenverbindungen in das entsprechende Gleis der Richtungsgruppe oder seltener der Ausfahrgruppe gelenkt werden. Diesen Vorgang nennt man Ablaufenlassen bzw. in der Gesamtheit Ablaufbetrieb. Das Abdrücken kann durch ein Abdrücksignal gesteuert sein. Zukünftig soll der Prozess durch vollautomatische Abdrücklokomotiven (VAL) digitalisiert werden. 